# 莱潘蒂尔
莱潘蒂尔（法語：Les Peintures，法語發音：[le pɛ̃tyʁ]）是法国吉伦特省的一个市镇，属于利布尔讷区。

## 地理
莱潘蒂尔（45°4'7"N, 0°5'52"W）面积13.13 平方千米，位于法国新阿基坦大区吉倫特省，该省份为法国西南部沿海省份，是法國本土面积最大的省，北起滨海夏朗德省，西临大西洋，南至朗德省，东南接洛特-加龍省，东临多爾多涅省。
与莱潘蒂尔接壤的市镇（或旧市镇、城区）包括：沙马代勒、库特拉、莱塞格利索特和沙洛尔、勒菲约、拉戈尔斯。

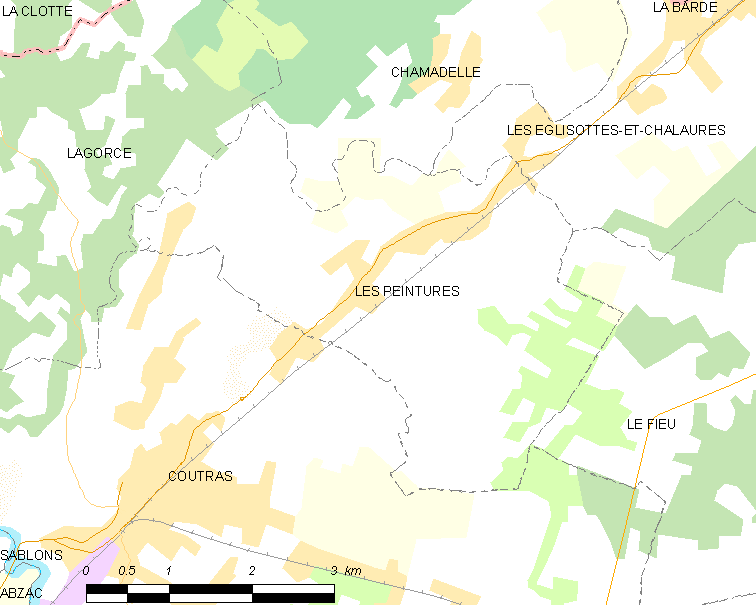
莱潘蒂尔的OSM定位图

莱潘蒂尔的时区为UTC+01:00、UTC+02:00（夏令时）。

## 行政
莱潘蒂尔的邮政编码为33230，INSEE市镇编码为33315。

## 政治
莱潘蒂尔所属的省级选区为北利布尔奈县。

## 人口

1962-2008年间莱潘蒂尔人口变化图示

莱潘蒂尔于2022年1月1日时的人口数量为1633人。